# حفر الباطن (فلم)
حفر الباطن هو فيلمٌ عراقيٌ أُنتج عام 2000. أخرجه عبد السلام الأعظمي.

## قصة الفيلم
أحداث الفيلم مأخوذة من أحداث حقيقية وقعت في حرب الخليج الثانية، حول قيام قوات التحالف بقيادة الولايات المتحدة بدفن جنود عراقيين أحياء. في منطقة حفر الباطن في السعودية.

## إنتاج الفيلم
بدأ تصوير الفيلم في ربيع 2000، واُختيرت مدينة الحبانية لتصوير الفيلم، الذي يُعتبر أول فيلمٍ عراقي يتناول حرب الخليج الثانية، وشارك في التصوير ممثلين عراقيين مع وحدات عسكرية عراقية. وقد بلغ عدد المشاركين في الفيلم حوالي 50 ممثلاً، و200 رجل عسكري. ومن المرجح أن الاسم الأصلي للفيلم كان أطول يوم في التاريخ، قبل الاستقرار على الاسم الحالي.

## منع الفيلم
لم يُسمح بعرض الفيلم، أسوةً بفيلمٍ عراقيٍ آخر هو العد التنازلي، بسبب ما قيل أن الرئيس العراقي صدام حسين بأيٍ من الفيلمين.

## وصلات خارجية
- مقالات تستعمل روابط فنية بلا صلة مع ويكي بيانات

## مصدر
1. 1 2 3  السينما العراقية تنتج 100 فيلم خلال عمرها نسخة محفوظة 2025-01-19 على موقع واي باك مشين.
2. 1 2  حال السينما بعد عام 2003: العراق: أفلام كثيرة وجوائز عالمية في غياب الدعم الحكومي وصالات العرض نسخة محفوظة 2020-10-29 على موقع واي باك مشين.
3. 1 2 3 4 5  فيلم سينمائي عراقي عن حرب الخليج
4. 1 2  مسيرة نصف قرن من السينما العراقية بالأرقام والأسماء والجوائز
5. 1 2 3 4  ثمانية أعوام يجمع خيوط دفن الجنود العراقيين سينمائي يصور فيلماً عن "حفر الباطن"
6. ↑  "أطول الأيام في التاريخ": الفيلم العراقي ال101